# Никарагуа на летних Олимпийских играх 2008
На летних Олимпийских играх 2008 года сборная Никарагуа состояла из 6 человек (3 мужчины, 3 женщины). Они выступили в соревнованиях по 4 видам спорта, но не завоевали ни одной медали.

## Состав олимпийской команды

### Лёгкая атлетика

#### Мужчины
| Спортсмен    | Дисциплина | Этап 1 | Этап 1 | Этап 1  | Этап 2               | Этап 2               | Этап 2               | Полуфинал            | Полуфинал            | Полуфинал            | Финал                | Финал                |
| Спортсмен    | Дисциплина | Время  | Место  | Overall | Время                | Место                | Overall              | Время                | Место                | Overall              | Время                | Место                |
| ------------ | ---------- | ------ | ------ | ------- | -------------------- | -------------------- | -------------------- | -------------------- | -------------------- | -------------------- | -------------------- | -------------------- |
| Хуан Селедон | 200 м      | 23,39  | 9      |         | Закончил выступление | Закончил выступление | Закончил выступление | Закончил выступление | Закончил выступление | Закончил выступление | Закончил выступление | Закончил выступление |
| Хуан Селедон | 400м       |        |        |         |                      |                      |                      |                      |                      |                      |                      |                      |

#### Женщины
| Спортсмен        | Дисциплина | Предварительный | Предварительный | Четвертьфинал | Четвертьфинал | Полуфинал | Полуфинал | Финал     | Финал |
| Спортсмен        | Дисциплина | Результат       | Место           | Результат     | Место         | Результат | Место     | Результат | Место |
| ---------------- | ---------- | --------------- | --------------- | ------------- | ------------- | --------- | --------- | --------- | ----- |
| Джессика Агилера | 100м       | 13,15           | 72              |               |               |           |           |           |       |

### Плавание
| Спортсмен             | Дисциплина                   | Квалификация | Квалификация | Полуфинал            | Полуфинал            | Финал                | Место |
| Спортсмен             | Дисциплина                   | Время        | Место        | Время                | Место                | Время                | Место |
| --------------------- | ---------------------------- | ------------ | ------------ | -------------------- | -------------------- | -------------------- | ----- |
| Омар Нуньес           | Мужчины, 50 м, вольный стиль | 26,00        | 3            | Закончил выступление | Закончил выступление | Закончил выступление | 72    |
| Далиа Массиэль Торрес | Женщины, 50 м, вольный стиль | 27,81        | 3            | Закончил выступление | Закончил выступление | Закончил выступление | 53    |

### Стрельба
Мужчины
| Спортсмен                  | Дисциплина          | Квалификация | Квалификация | Финал                | Финал                | Место |
| Спортсмен                  | Дисциплина          | Очков        | Место        | Очков                | Всего                | Место |
| -------------------------- | ------------------- | ------------ | ------------ | -------------------- | -------------------- | ----- |
| Вальтер Мартинес Фернандес | винтовка, 10 м      | 569          | 50           | Закончил выступление | Закончил выступление | 50    |
| Вальтер Мартинес Фернандес | Винтовка лёжа, 50 м | 576          | 55           | Закончил выступление | Закончил выступление | 55    |

### Тяжёлая атлетика
Женщины
| Спортсмен    | В/К      | Рывок     | Рывок | Толчок    | Толчок | Всего | Место |
| Спортсмен    | В/К      | Результат | Место | Результат | Место  | Всего | Место |
| ------------ | -------- | --------- | ----- | --------- | ------ | ----- | ----- |
| Карла Морено | до 48 кг | 65        | 11    | 85        | 11     | 150   | 11    |